# Citroën C2
La Citroën C2 est une petite citadine, uniquement disponible en trois portes, du constructeur automobile français Citroën. Succédant à la Citroën Saxo trois portes, elle est commercialisée entre septembre 2003 et novembre 2009 et produite à l'usine d'Aulnay-sous-Bois dans le département de la Seine-Saint-Denis.

## Historique

### Présentation, lancement et améliorations
La C2 est lancée en France en septembre 2003. Conçue comme la déclinaison trois portes de la Citroën C3 I, son succès commercial est fortement dépendant de l'absence de conflit avec cette dernière dont le prix est proche et l'habitabilité supérieure. Toutefois, les deux voitures ont des styles extérieurs relativement différents qui font parfois dire que la C2 est conçue pour attirer un public masculin alors que la rondeur de la C3 est conçue pour séduire un public féminin. Son coffre s'ouvre en deux parties : un hayon classique en haut et une ridelle (plate-forme qui s'ouvre à l'horizontale) en bas.
La Citroën C2 mesure 3,66 m de longueur, et offre de la place pour quatre passagers. Elle propose en option ou en série des sièges individuels arrière qui peuvent coulisser et se replier via un système de vérins, ce qui permet d'augmenter si nécessaire le volume initial du coffre ou l'espace aux jambes.
La Citroën C2 est déclinée en version sportive VTS en août 2004. Celle-ci est équipée d'un inédit moteur essence 1.6i 16V de 125 ch, et d'un châssis retravaillé, aussi décliné pour la compétition avec la version Super 1600.

Après sa sœur la Citroën C3, la C2 reçoit en mars 2006 le système Stop & Start, associé à un moteur essence 1.4i 16V de 90 ch spécifique à cette version par ailleurs très bien équipée, ainsi que la boîte de vitesses robotisée Sensodrive qui est aussi proposée sur les versions 1.4i 75 ch et 1.6i 16V 110 ch. La consommation moyenne (moitié agglomération, moitié route et autoroute) de la C2 Stop & Start ressort à environ 6 L/100 km (Sensodrive en mode automatique) ce qui est un excellent résultat avec un moteur à essence.[réf. nécessaire] Le mode Stop & Start est déconnectable (via un bouton mal placé car masqué par le volant) car il peut être gênant dans certaines circonstances (ronds-points, embouteillages…).

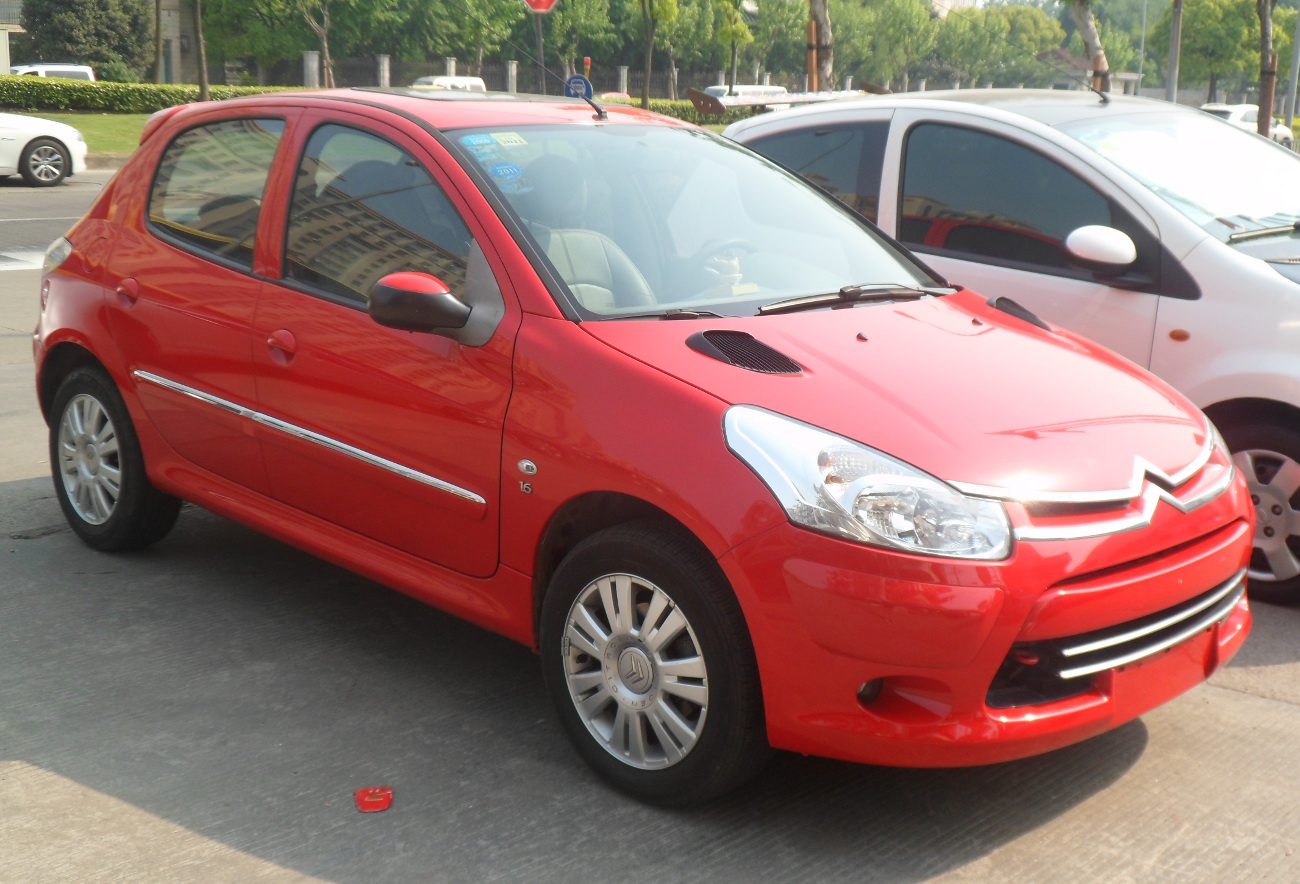
Citroën C2 (Chine).

Fin août 2006, Citroën présente un modèle dédié à la Chine, également appelé C2. Totalement différente de la C2 vendue dans le reste du monde, cette voiture est en fait étroitement dérivée de la Peugeot 206. Elle s'en différencie surtout au niveau de la face avant, adoptant une identité Citroën et au niveau du hayon arrière, légèrement retouché.

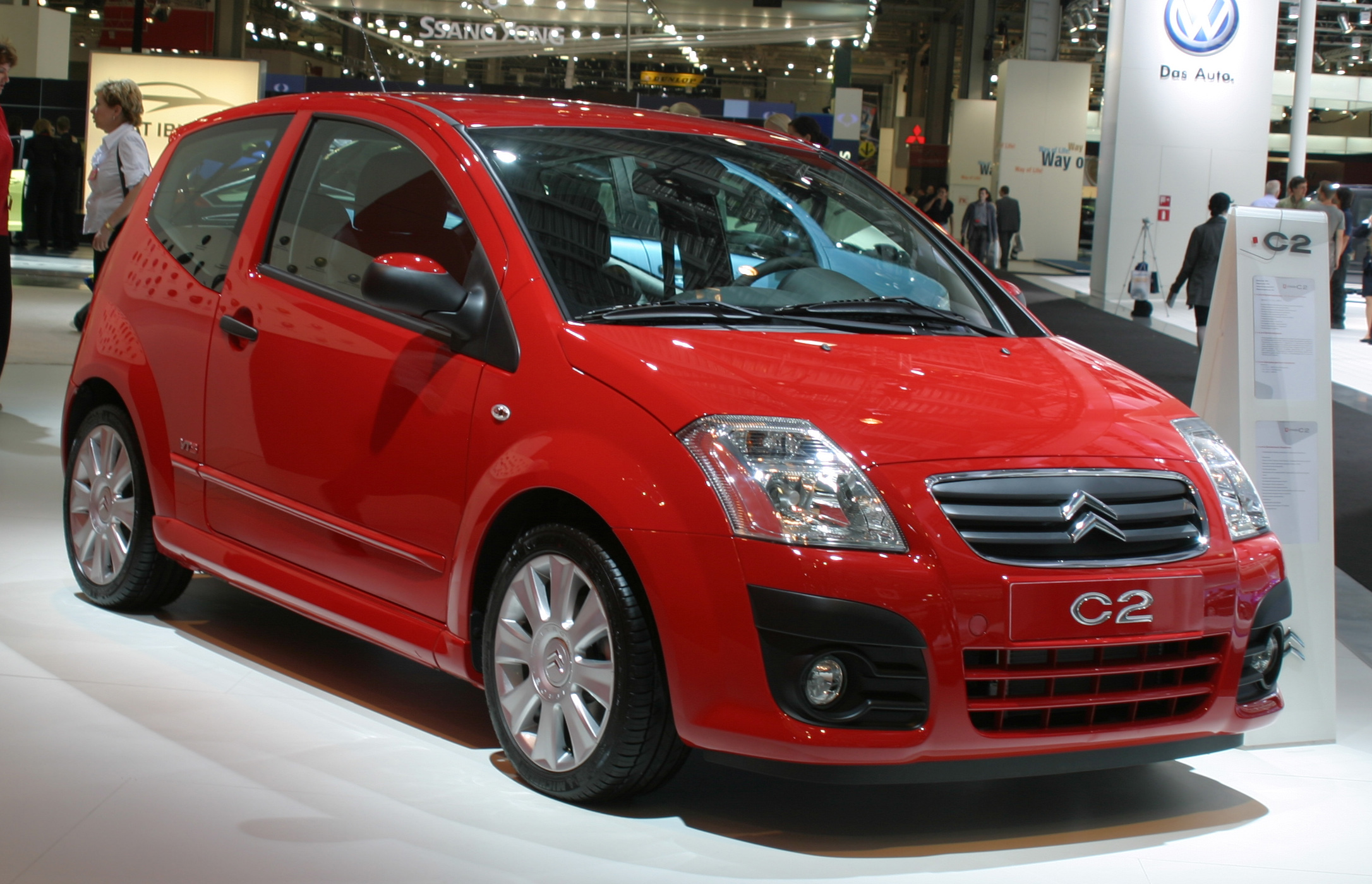
C2 VTS phase II.

La C2 restylée est arrivée en concession en mai 2008. Début 2008, Citroën a présenté sa C2 restylée. Les principales modifications se portent sur la face avant.
Celle-ci intègre un nouveau bouclier plus imposant, une nouvelle calandre ainsi que des chevrons avant et arrière plus larges. À l'arrière, les feux deviennent bicolores.
Une nouvelle teinte fera aussi son apparition : le gris Manitoba. Côté jantes, le modèle 'Guépard' fait son apparition sur la version VTS. En 2008, afin d'élargir sa gamme en Amérique du Sud, Citroën a commencé à y exporter la C2. Seule la version VTS y était commercialisée. Après la présentation de la Citroën DS3, sa présence au catalogue ne se justifiait plus. La fabrication s'est finalement arrêtée en novembre 2009.

Citroën C2
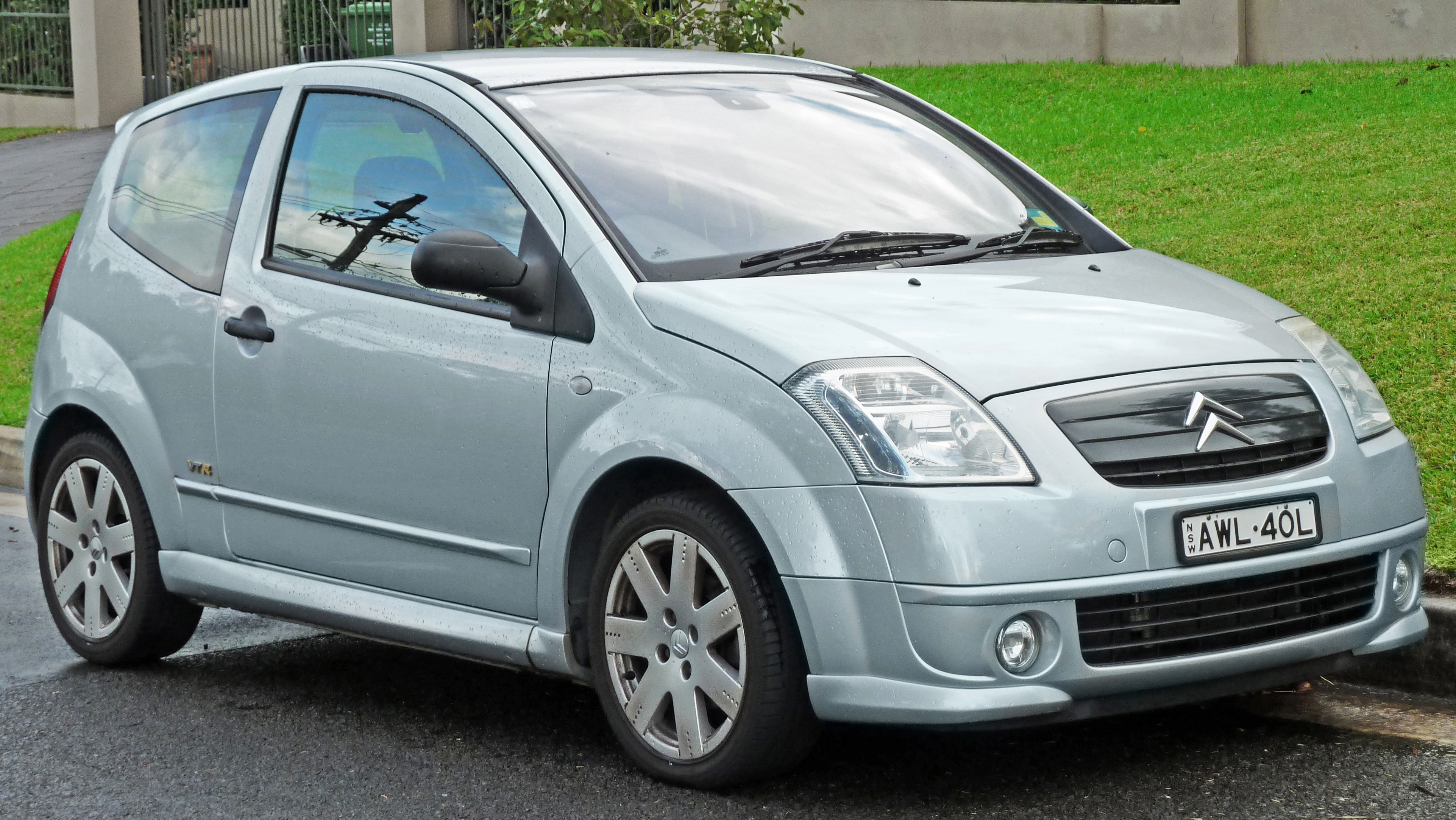
Phase 1 (VTR).
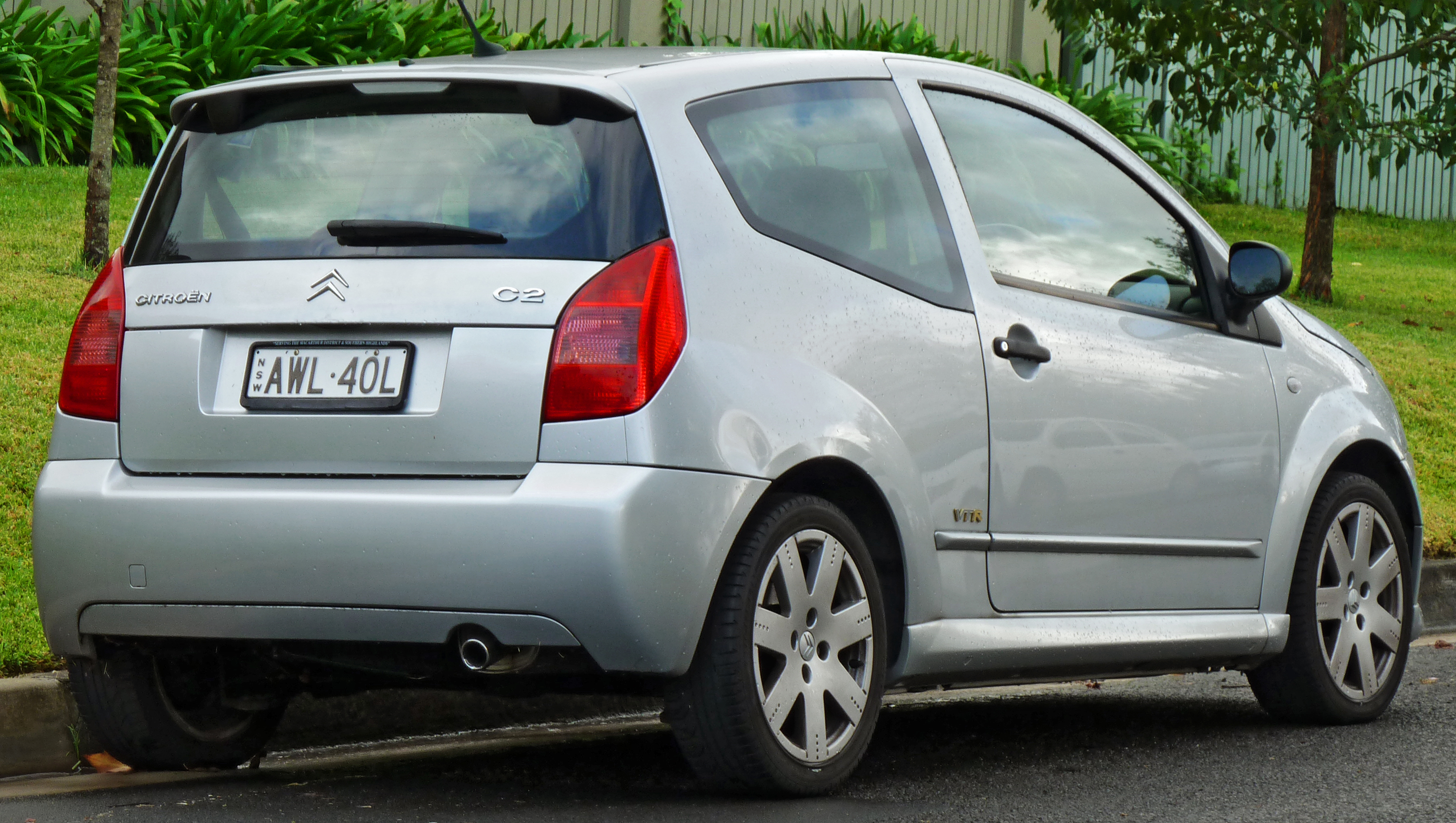
Phase 1 (VTR).
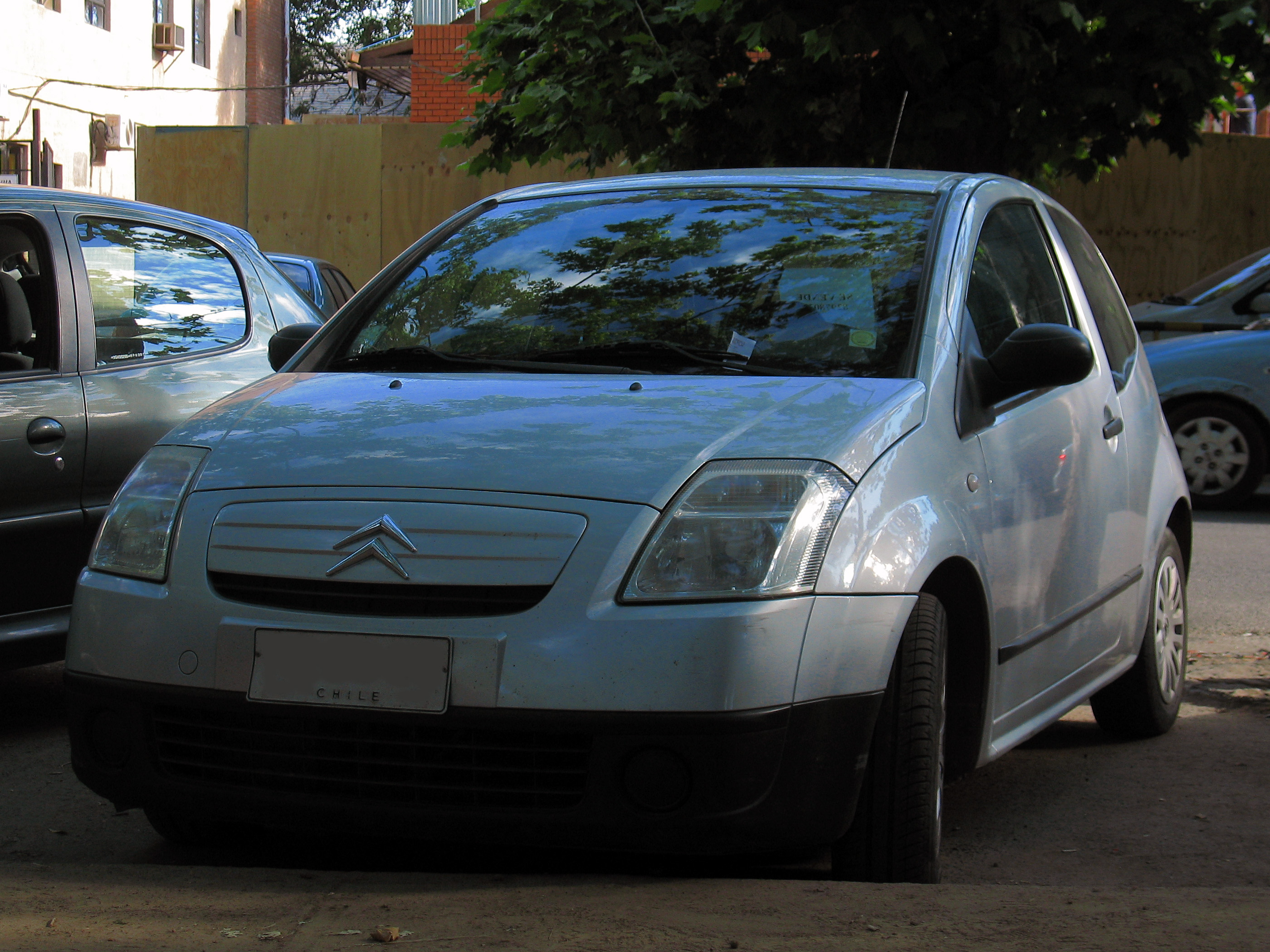
Phase 1 (SX).
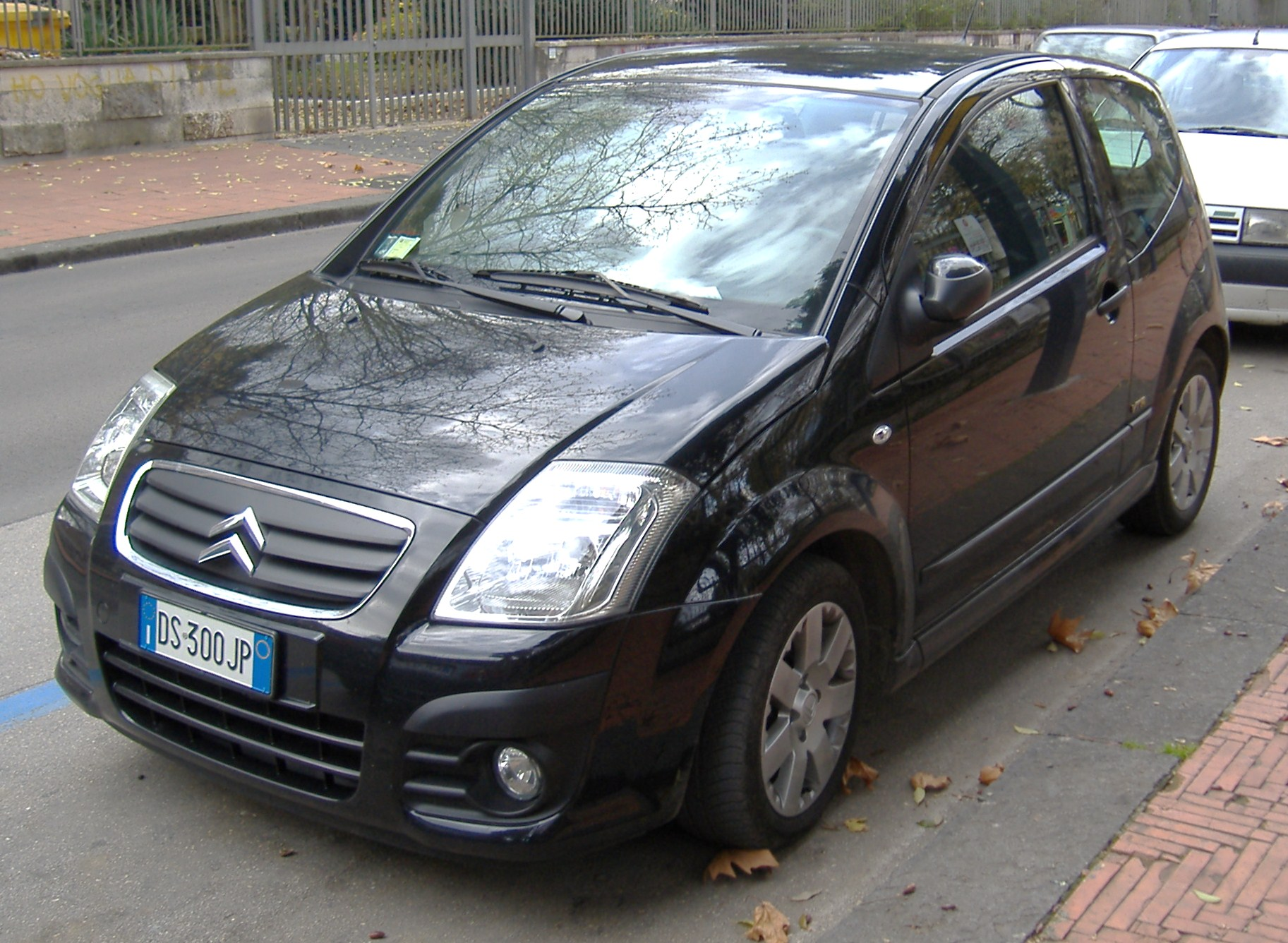
Phase 2 (VTR).

## Les différentes versions

### Finitions
Mi 2005, les finitions de la C2 en France sont les suivantes :
- Base
- Pack
- Pack Ambiance
- Exclusive
- VTR
- VTS (apparue en août 2004)

Le restylage de la C2 en mai 2008 s'était accompagné d'une refonte de la gamme avec un choix de sept moteurs et de quatre niveaux de finition. La gamme sera une nouvelle fois modifiée en novembre 2008 avec la fermeture de la finition Pack Ambiance et le lancement de la finition Collection, le tout accompagné de la fermeture de la motorisation 1.6i 16V 110 ch sur C2 VTR.

#### Furio
Entrée de gamme C2. Elle propose à partir de 11 450 € un ABS+REF+AFU, des « airbags » frontaux (coussin gonflable de sécurité), une alerte de survitesse programmable, un allumage automatique des feux de détresse, un plip HF, une direction à assistance variable, des essuie-vitres avant intermittents réglables, un ordinateur de bord, des appuie-tête avant réglables en hauteur, une condamnation centralisée, un hayon modulaire, des vitres avant électriques, une rehausse de siège conducteur, une tablette cache-bagages, un système audio CD RDS MP3, des baguettes latérales peintes couleur carrosserie, des jantes 14 pouces, un volant réglable en hauteur et profondeur et des pare-chocs avant et arrière peints couleur caisse. Options : peinture métallisée/nacrée = 380 €, régulateur/limiteur de vitesse = 250 €, climatisation manuelle et rétroviseurs électriques = 1 020 €. Moteurs disponibles avec cette finition : 1.1i 61 ch, 1.4i 75 ch et 1.4 HDi 70 ch, tous accompagnés d'une boîte manuelle.

#### Pack Ambiance
Deuxième niveau de finition de la C2. Elle propose à partir de 12 250 € les équipements évoqués ci-dessus auxquels s'ajoutent les airbags latéraux avant, des appuie-tête arrière réglables en hauteur, des sièges arrière indépendants, coulissants et rabattables. Options : peinture métallisée/nacrée = 380 €, projecteurs antibrouillard = 150 €, régulateur/limiteur de vitesse = 250 €, climatisation manuelle et rétroviseurs électriques = 1 020 € (Pack climatisation automatique en série sur motorisation Stop & Start), Pack urbain = 300 €, kit mains libres Bluetooth = 280 €, jantes alliage 15 pouces = 450 €. Moteurs disponibles avec cette finition : 1.1i 61 ch boîte manuelle, 1.4i 75 ch boîte manuelle, 1.4i 16V 90 ch Stop & Start Sensodrive et 1.4 HDi 70 ch boîte manuelle ou Sensodrive.

#### VTR
Troisième niveau de finition de la C2. Elle propose à partir de 14 500 € les équipements évoqués ci-dessus auxquels s'ajoutent des projecteurs antibrouillard, un volant cuir, des rétroviseurs extérieurs électriques, une climatisation manuelle, une direction électrique à assistance variable, un becquet arrière et des bas de caisse teintés caisse ainsi que des jantes alliage 15 pouces (16 pouces avec la motorisation 1.6i 16V 110 ch). Options : peinture métallisée/nacrée = 380 €, garnissage cuir-tissu = 590 €, garnissage cuir = 1 090 €, régulateur/limiteur de vitesse = 250 €, Pack climatisation automatique = 390 €, Pack urbain = 300 €, kit mains libres Bluetooth = 280 €. Moteurs disponibles avec cette finition : 1.4i 75 ch boîte manuelle ou Sensodrive, 1.6i 16V 110 ch Sensodrive et 1.4 HDi 70 ch boîte manuelle.

#### VTS
Finition haut de gamme de la C2. Elle propose à partir 16 000 € les équipements évoqués ci-dessus auxquels s'ajoutent un ESP et des jantes alliage 16 pouces. Options : peinture métallisée/nacrée = 380 €, garnissage cuir-tissu = 590 €, garnissage cuir = 1 090 €, régulateur/limiteur de vitesse = 250 € (non disponible sur 1.6i 16V 125 ch VTS), Pack climatisation automatique = 390 €, Pack urbain = 300 €, kit mains libres Bluetooth = 280 €. Moteurs disponibles avec cette finition : 1.6i 16V 125 ch boîte manuelle et 1.6 HDi 110 ch FAP boîte manuelle.

## Caractéristiques

### Chaîne cinématique

#### Motorisations
|                                  | 1.1i 60               | 1.4i 75                | 1.4i 75                | 1.4i 16V 90            | 1.6i 16V 110           | 1.6i 16V 125           | 1.4 HDi 70                | 1.4 HDi 70                | 1.6 HDi 110               |
| -------------------------------- | --------------------- | ---------------------- | ---------------------- | ---------------------- | ---------------------- | ---------------------- | ------------------------- | ------------------------- | ------------------------- |
| Cylindrée                        | 1124                  | 1 360                  | 1 360                  | 1 360                  | 1 587                  | 1 587                  | 1 398                     | 1 398                     | 1560                      |
| Architecture                     | 4 cylindres           | 4 cylindres            | 4 cylindres            | 4 cylindres            | 4 cylindres            | 4 cylindres            | 4 cylindres (type DV/DLD) | 4 cylindres (type DV/DLD) | 4 cylindres (type DV/DLD) |
| Puissance maxi                   | 61 ch à 5 500 tr/min  | 75 ch à 5 400 tr/min   | 75 ch à 5 400 tr/min   | 90 ch à 5 250 tr/min   | 110 ch à 5 750 tr/min  | 125 ch à 6 500 tr/min  | 68 ch à 4 000 tr/min      | 68 ch à 4 000 tr/min      | 110 ch à 4 000 tr/min     |
| Couple maxi                      | 94 N m à 3 300 tr/min | 118 N m à 3 300 tr/min | 118 N m à 3 300 tr/min | 133 N m à 3 250 tr/min | 147 N m à 4 000 tr/min | 143 N m à 3 750 tr/min | 150 N m à 2 000 tr/min    | 150 N m à 2 000 tr/min    | 240 N m à 1 750 tr/min    |
| Boîte de vitesses                | BVM5                  | BVM5                   | Sensodrive             | Sensodrive             | Sensodrive             | BVM5                   | BVM5                      | Sensodrive                | BVM5                      |
| Vitesse maxi (en km/h)           | 158                   | 169                    | 169                    | 181                    | 195                    | 202                    | 166                       | 167                       | 193                       |
| 0-100 km/h (en s)                | 14,4                  | 12,2                   | 14,1                   | 13,0                   | 11,7                   | 8,3                    | 13,5                      | 15,1                      | 9,4                       |
| Consommation mixte (en l/100 km) | 5,8                   | 6,0                    | 5,8                    | 5,6                    | 6,3                    | 6,9                    | 4,3                       | 4,2                       | 4,4                       |
| Émissions de CO2 (en g/km)       | 138                   | 143                    | 138                    | 130                    | 151                    | 163                    | 113                       | 111                       | 119                       |

## Compétition

### Citroën C2 Super 1600

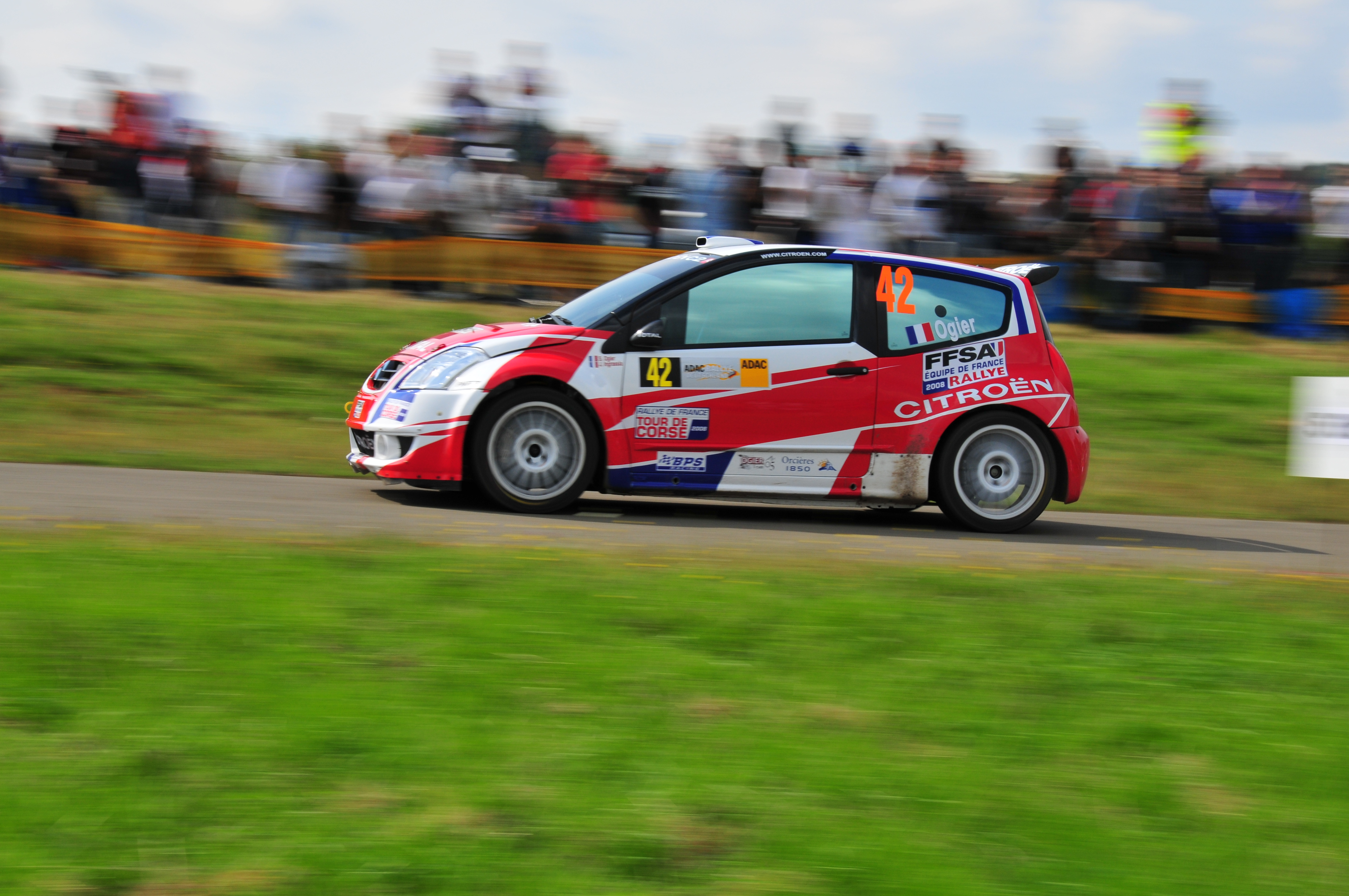
C2 Super 1600 en Rallye (Sébastien Ogier au Rallye d'Allemagne 2008).

Destinée au Rallye, la Citroën C2 Super 1600 représenta la marque officiellement dans plusieurs championnats nationaux et aussi en JWRC. Elle obtient ce titre à deux reprises en 2006 avec l'espagnol Daniel Sordo et en 2008 avec le français Sébastien Ogier. De nombreux pilotes de renommée ont conduit cette auto tels que Bruno Thiry, Simon Jean-Joseph ou encore Sébastien Loeb à quelques occasions.

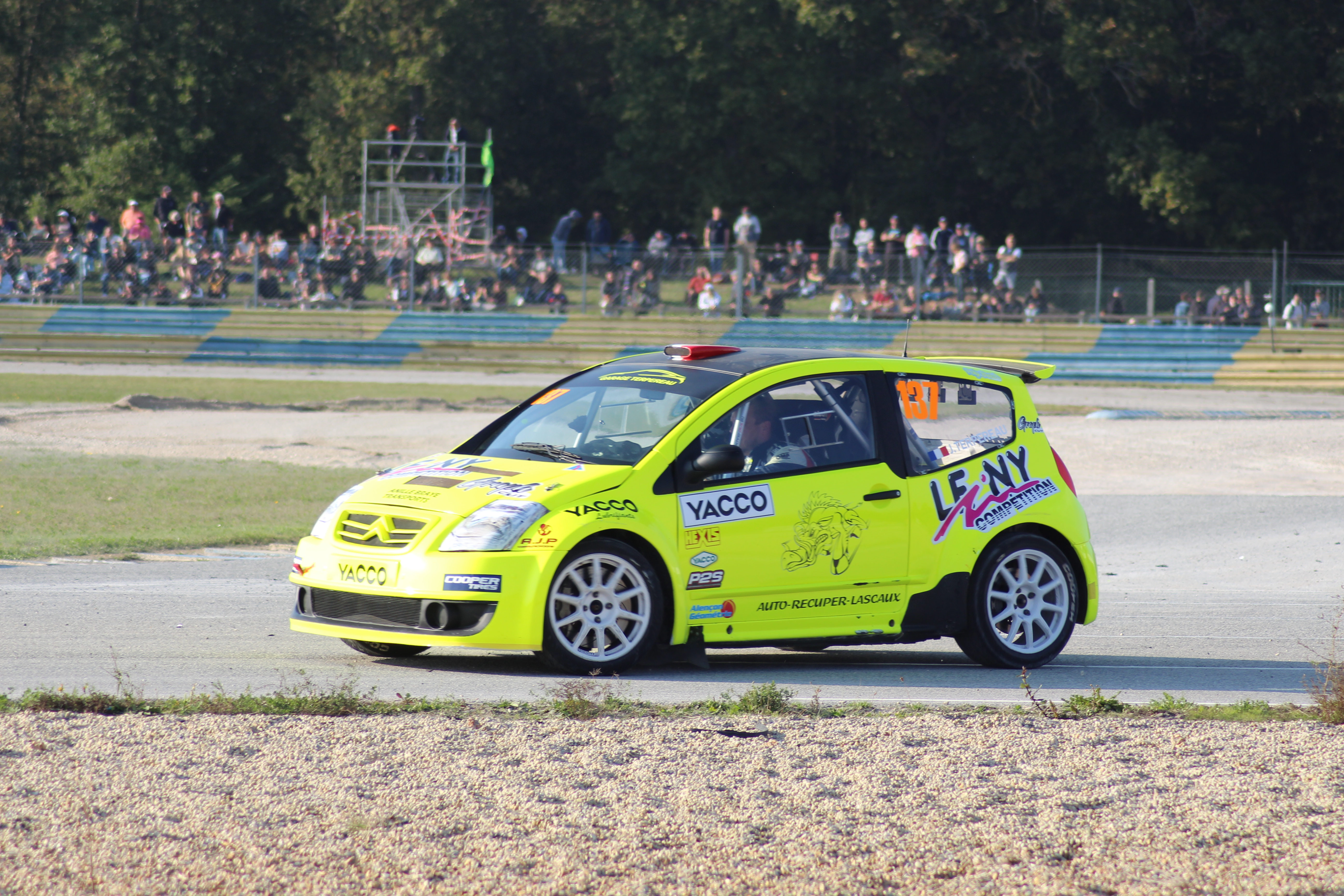
Citroën C2 S1600 de Jimmy Terpereau au Championnat de France de Rallycross 2021.

En plus de sa carrière en Rallye, la Citroën C2 S1600 s'est de nombreuses fois illustrée au Championnat de France de Rallycross. Elle gagne en 2010, 2015 et 2021 avec respectivement Steven Bossard, Laurent Chartrain et Jimmy Terpereau.

### Citroën C2 R2

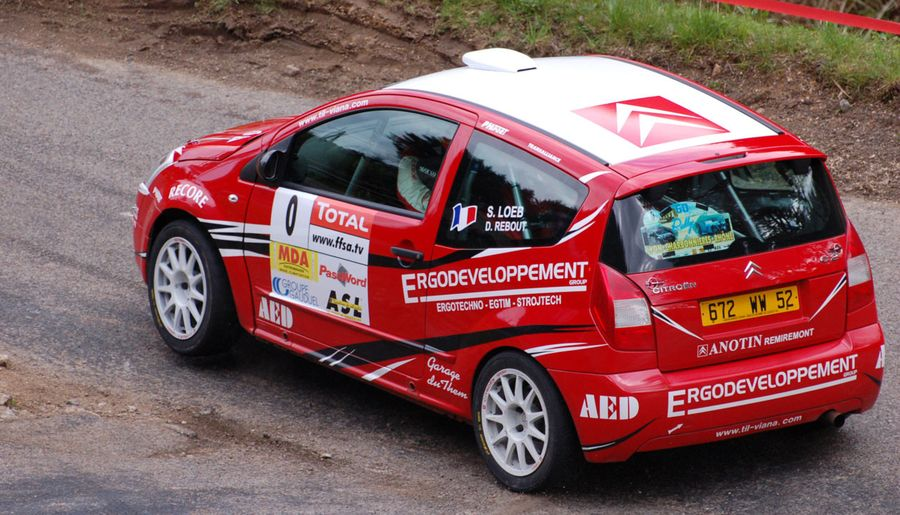
C2 R2 en Rallye.

Également destinée au Rallye, la Citroën C2 R2 est une voiture homologuée pour le groupe R2 qui est développé dans les championnats nationaux et internationaux.
Sortie en 2006, Citroën Sport décida de sortir une version plus évoluée de la C2 R2. Celle-ci est nommée C2 R2 Max, sortie en 2008. À noter qu'une C2 R2 peut être évoluée en C2 R2 Max.

### Citroën C2 Challenge
La C2 Challenge est une voiture conçue spécialement pour le Challenge C2 qui a eu lieu de 2004 à 2006 (succédant au Challenge Saxo). Deux Challenges avaient lieu en France, un en Rallye et un en Rallycross.

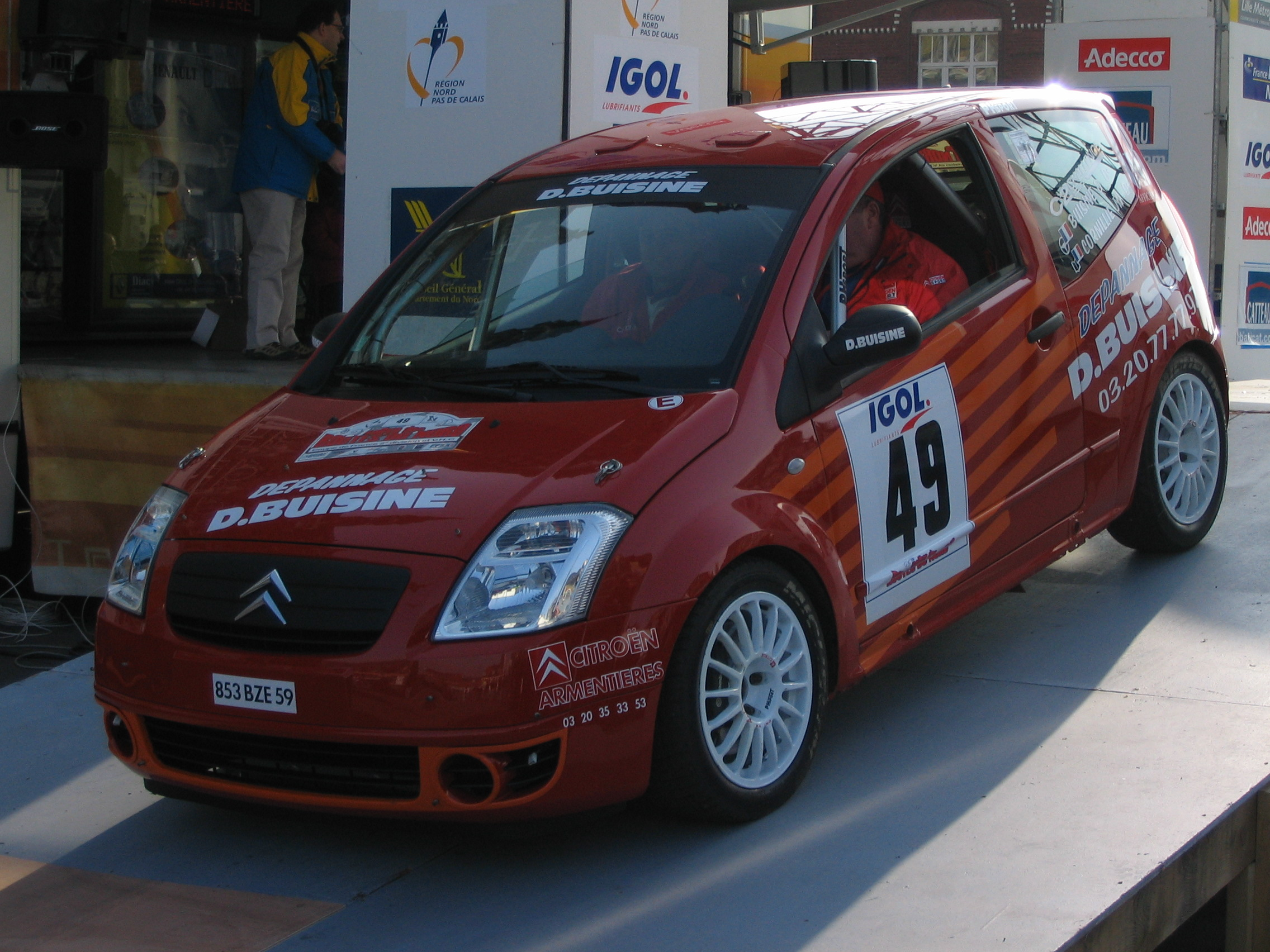
C2 Challenge en Rallye.

À la suite de l'arrêt du Challenge C2 fin 2006, la majorité de ces voitures sera transformée en C2 R2.

## Classement dans le système fiscal et assurantiel français
Le moteur essence de 61 ch était classé 4 CV. Le moteur de 73 ch en 5 CV et celui de 88 ch en 5 CV. Les deux moteurs essence les plus puissants étaient alors des 6 CV. En ce qui concerne les moteurs diesel, le plus petit était évalué à 4 CV et le plus puissant à 6 CV.

## Production

### Promotion
Contrairement à la Citroën C1, la C2 est une victime d'une mauvaise publicité. Selon de nombreux admirateurs de Citroën et de la presse automobile, elle est la plus négligée dans la gamme de Citroën en termes de promotion. En comparaison, la Citroën C1 et la Citroën C3, sur laquelle est basée la C2, sont mieux présentées dans les médias.[réf. nécessaire]